# روش آشپزی

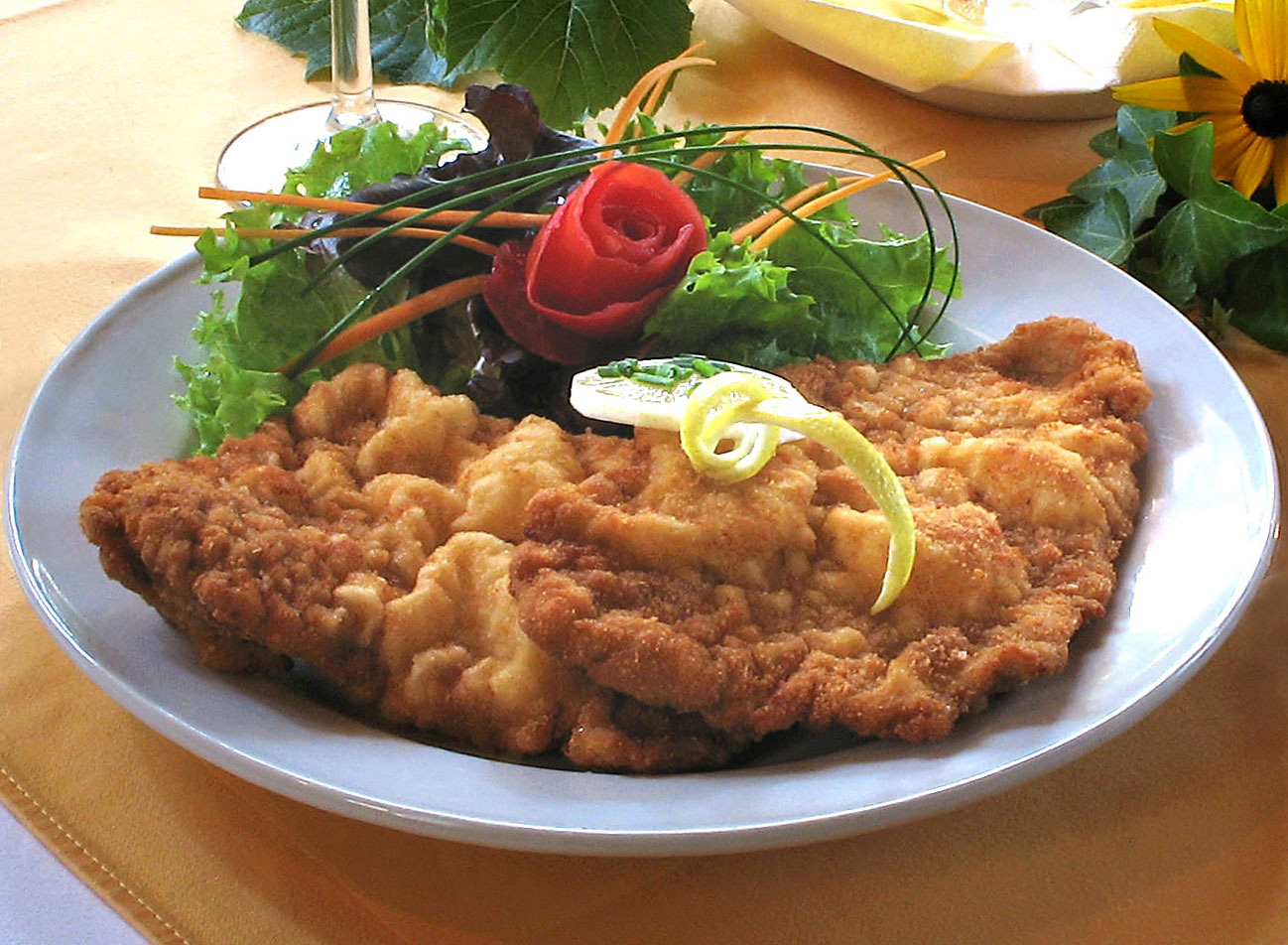
شنیتسل وینی مثالی از روش آشپزی اروپایی مرکزی است، با مواد اولیهٔ محلی و با توجه به سبک پخت‌وپز محلی تهیه می‌شود.

روش آشپزی (انگلیسی: Cuisine) سبک خاصی از آشپزی و پخت‌وپز است که با مواد تشکیل‌دهنده، روش‌ها و غذاهای متمایز مشخص می‌شود و معمولاً با فرهنگ یا منطقه جغرافیایی خاصی مرتبط است. روش‌های محلی آماده کردن و پخت غذا، آداب و رسوم، و مواد تشکیل دهنده خاص محلی با هم درمی‌آمیزند تا غذاهای منحصربه‌فردی برای یک منطقه فراهم کنند.
واژه «Cuisine» در زبان انگلیسی از اواخر سده هجدهم میلادی کاربرد داشته و به معنای روش یا سبک آشپزی بوده‌است که برگرفته از زبان فرانسوی است و در آن زبان هم به معنای «شیوه آشپزی» است. ریشه این واژه به «coquere» در لاتین می‌رسد که به معنای «پختن» است.
سبک‌های آشپزی تا حدی به مواد تشکیل‌دهنده موجود در آن منطقه یا موادی که از طریق داد و ستد در دسترس هستند، وابسته است. مواد تشکیل‌دهنده محلی به‌همین منظور تولید می‌شوند و معمولاً بر روی یک سبک آشپزی منطقه‌ای یا ملی اثر می‌گذارند، مانند «برنج ژاپنی» در روش آشپزی ژاپنی.
قوانین غذایی مذهبی همچنین می‌تواند بر شیوه آشپزی تأثیر بگذارد، مانند آشپزی هندی و هندوئیسم که عمدتاً به دلیل پرستش حیوانات مقدس (پرهیز از گوشت و تخم مرغ) گیاهخواری می‌کنند. سیک‌ها در غذاهای پنجابی، بودیسم در آشپزی آسیای شرقی، مسیحیت در آشپزی اروپایی، اسلام در آشپزی خاورمیانه، و یهودیت در آشپزی یهودی و آشپزی اسرائیلی، همگی بر روش‌های آشپزی و سبک‌های پخت‌وپز تأثیر می‌گذارند.
عوامل دیگری که بر روش‌های آشپزی محلی اثر می‌گذارند، اقلیم منطقه، تجارت میان کشورها، احکام مذهبی، قوانین قانون تعدیل هزینه و تبادل فرهنگ آشپزی هستند. به عنوان مثال، یک رژیم غذایی استوایی ممکن است بیشتر بر پایه میوه‌ها و سبزیجات باشد، در حالی که یک رژیم غذایی قطبی ممکن است بیشتر به گوشت و ماهی متکی باشد.
آب‌وهوای منطقه تا حد زیادی تعیین‌کننده غذاهای بومی موجود است. علاوه بر این، آب‌وهوا بر شرایط حفظ مواد غذایی تأثیر می‌گذارد. به عنوان مثال، غذاهایی که برای مصرف زمستانی با دودی کردن، عمل‌آوری و ترشی انداختن نگهداری می‌شوند، به دلیل خواص تغییریافته مزه‌ای خود، اثر قابل توجهی بر سبک آشپزی جهانی باقی گذاشته‌اند.
دادوستد میان کشورهای مختلف نیز تا حد زیادی بر غذاهای یک منطقه تأثیر می‌گذارد و قدمت این تأثیر به دادوستد ادویه در دوران کهن بازمی‌گردد، چاشنی‌هایی مانند دارچین، کاسیا، هل، زنجبیل و زردچوبه از اقلام مهم دادوستد در مراحل نخست تکوین تجارت بودند و هند بازاری جهانی برای این امر بود. دارچین و کاسیا حداقل ۴٬۰۰۰ سال پیش به خاورمیانه راه یافتند.
برخی از غذاها و روش‌های آماده‌سازی‌های غذایی توسط قوانین مذهبی یا قوانین منع تجملات، مانند احکام غذایی اسلام و قوانین کوشر، تشویق یا ممنوع شده‌اند.
تبادل فرهنگ آشپزی نیز عامل مهمی برای شیوه‌های آشپزی در بسیاری از مناطق است: اولین مواجهه مستقیم و اساسی ژاپن با غرب با ورود مبلغان اروپایی در نیمه دوم قرن شانزدهم رخ داد. در آن زمان، ترکیب تکنیک‌های سرخ‌کردن اسپانیایی و پرتغالی گوشت شکار با روش آسیای شرقی برای پختن سبزیجات در روغن، منجر به تکوین تمپورا شد، «غذای محبوب ژاپنی که در آن غذاهای دریایی و بسیاری از انواع مختلف سبزیجات را با خمیر می‌پوشانند و روغن‌پزی عمیق می‌کنند.»
قدمت شیوه‌های آشپزی به دوران باستان برمی گردد. از آنجایی که تهیهٔ غذا نیاز به برنامه‌ریزی بیشتری داشت، شیوه‌های پخت‌وپزی به وجود آمد که وابسته به فرهنگ بود.